# Europeiska unionens medlemsstater

Europeiska unionens medlemsstater (mörkblåa), kandidatländer (gröna) och ansökarländer (ljusblå).

Europeiska unionens medlemsstater är 27 till antalet. Detta innefattar Belgien, Bulgarien, Cypern, Danmark, Estland, Finland, Frankrike, Grekland, Irland, Italien, Kroatien, Lettland, Litauen, Luxemburg, Malta, Nederländerna, Polen, Portugal, Rumänien, Slovakien, Slovenien, Spanien, Sverige, Tjeckien, Tyskland, Ungern och Österrike. Unionens föregångare, Europeiska kol- och stålgemenskapen, bildades 1952 av Belgien, Frankrike, Italien, Luxemburg, Nederländerna och dåvarande Västtyskland. Därefter har en mängd länder i väster, norr och öster anslutit, inklusive ett stort antal tidigare medlemmar av Comecon. 2020 utträdde Storbritannien ur unionen.
Dessa stater är fördragsslutande parter till unionens fördrag. De deltar i unionens institutioner och är förpliktade att genomföra unionens lagstiftning. Deras medborgare är unionsmedborgare.

## Lista över medlemsstater[när?]
| Medlemsstat   | Inhemskt namn                   | Flagga        | Huvudstad   | Anslöt   | Folkmängd  | Yta (km²) | BNP (miljoner US-dollar) | BNP per cap. (PPP) | Valuta         | Gini | HDI   | Språk                       | Associerade territorier |
| ------------- | ------------------------------- | ------------- | ----------- | -------- | ---------- | --------- | ------------------------ | ------------------ | -------------- | ---- | ----- | --------------------------- | --- |
| Belgien       | België Belgique Belgien         | Belgien       | Bryssel     | Grundare | 11 365 834 | 30 528    | 534 230                  | 43 800             | euro           | 33,0 | 0,890 | nederländska franska tyska  | – |
| Bulgarien     | България (Bǎlgarija)            | Bulgarien     | Sofia       | 2007     | 7 101 859  | 110 994   | 55 824                   | 18 326             | lev            | 29,2 | 0,782 | bulgariska                  | – |
| Cypern        | Κύπρος (Kípros) Kıbrıs          | Cypern        | Nicosia     | 2004     | 854 802    | 9 251     | 23 263                   | 30 769             | euro           | 31,2 | 0,850 | grekiska turkiska           | 2 exkluderade exkluderade: - Mall:TRNC - UN buffer zone |
| Danmark       | Danmark                         | Danmark       | Köpenhamn   | 1973     | 5 743 947  | 43 075    | 342 362                  | 45 451             | dansk krona    | 24,7 | 0,923 | danska                      | 2 exkluderade exkluderar: - Färöarna - Grönland |
| Estland       | Eesti                           | Estland       | Tallinn     | 2004     | 1 315 635  | 45 227    | 26 506                   | 27 994             | euro           | 36,0 | 0,861 | estniska                    | – |
| Finland       | Suomi Finland                   | Finland       | Helsingfors | 1995     | 5 499 447  | 338 424   | 272 649                  | 40 838             | euro           | 26,9 | 0,883 | finska svenska              | 1 includes: - Åland |
| Frankrike     | France                          | Frankrike     | Paris       | Grundare | 67 024 633 | 632 833   | 2 833 687                | 41 018             | euro           | 32,7 | 0,888 | franska                     | 6 + 7 exkluderade includes: - Franska Guyana - Guadeloupe - Martinique - Mayotte - Réunion - Mall:SMT exkluderar: - Nya Kaledonien - Clipperton Island - Franska Polynesien - Saint-Barthélemy - Saint-Pierre och Miquelon - Mall:Landsdata unc - Wallis- och Futunaöarna |
| Grekland      | Ελλάδα (Elláda)                 | Grekland      | Aten        | 1981     | 10 757 293 | 131 990   | 237 970                  | 26 773             | euro           | 34,3 | 0,865 | grekiska                    | – |
| Irland        | Éire Ireland                    | Irland        | Dublin      | 1973     | 4 774 833  | 70 273    | 250 814                  | 51 118             | euro           | 34,3 | 0,916 | iriska engelska             | – |
| Italien       | Italia                          | Italien       | Rom         | Grundare | 61 219 113 | 301 338   | 2 147 744                | 35 811             | euro           | 36,0 | 0,873 | italienska                  | – |
| Kroatien      | Hrvatska                        | Kroatien      | Zagreb      | 2013     | 4 154 213  | 56 594    | 57 073                   | 21 169             | euro           | 29   | 0,818 | kroatiska                   | – |
| Lettland      | Latvija                         | Lettland      | Riga        | 2004     | 1 950 116  | 64 589    | 31 972                   | 24 540             | euro           | 35,7 | 0,819 | lettiska                    | – |
| Litauen       | Lietuva                         | Litauen       | Vilnius     | 2004     | 2 847 904  | 65 200    | 48 288                   | 28 210             | euro           | 35,8 | 0,839 | litauiska                   | – |
| Luxemburg     | Luxembourg Luxemburg Lëtzebuerg | Luxemburg     | Luxemburg   | Grundare | 589 370    | 2 586,4   | 65 683                   | 93 173             | euro           | 30,8 | 0,892 | franska tyska luxemburgiska | – |
| Malta         | Malta                           | Malta         | Valletta    | 2004     | 440 433    | 316       | 10 514                   | 34 544             | euro           | 25,8 | 0,839 | maltesiska engelska         | – |
| Nederländerna | Nederland                       | Nederländerna | Amsterdam   | Grundare | 17 220 721 | 41 543    | 880 716                  | 48 317             | euro           | 30,9 | 0,922 | nederländska                | 6 exkluderade excludes: - Aruba - Curaçao - Sint Maarten - Mall:Landsdata unc - Mall:Landsdata unc - Mall:Landsdata unc |
| Polen         | Polska                          | Polen         | Warszawa    | 2004     | 37 972 964 | 312 685   | 547 894                  | 26 210             | złoty          | 34,9 | 0,843 | polska                      | – |
| Portugal      | Portugal                        | Portugal      | Lissabon    | 1986     | 10 309 573 | 92 390    | 229 948                  | 27 624             | euro           | 38,5 | 0,830 | portugisiska                | 2 includes: - Mall:Landsdata unc - Mall:Landsdata unc |
| Rumänien      | România                         | Rumänien      | Bukarest    | 2007     | 19 638 309 | 238 391   | 199 093                  | 20 526             | rumänsk leu    | 31,5 | 0,793 | rumänska                    | – |
| Slovakien     | Slovensko                       | Slovakien     | Bratislava  | 2004     | 5 435 343  | 49 035    | 99 869                   | 29 209             | euro           | 25,8 | 0,844 | slovakiska                  | – |
| Slovenien     | Slovenija                       | Slovenien     | Ljubljana   | 2004     | 2 065 895  | 20 273    | 49 570                   | 30 508             | euro           | 31,2 | 0,880 | slovenska                   | – |
| Spanien       | España                          | Spanien       | Madrid      | 1986     | 46 528 966 | 504 030   | 1 406 538                | 34 899             | euro           | 32,0 | 0,876 | spanska                     | 4 includes: - Mall:Landsdata unc - Mall:Landsdata unc - Mall:Landsdata unc - Plazas de soberanía |
| Sverige       | Sverige                         | Sverige       | Stockholm   | 1995     | 10 080 000 | 449 964   | 570 591                  | 47 228             | svensk krona   | 25,0 | 0,907 | svenska                     | – |
| Tjeckien      | Česko                           | Tjeckien      | Prag        | 2004     | 10 467 628 | 78 866    | 205 270                  | 30 895             | tjeckisk krona | 25,8 | 0,870 | tjeckiska                   | – |
| Tyskland      | Deutschland                     | Tyskland      | Berlin      | Grundare | 82 437 641 | 357 021   | 3 874 437                | 46 895             | euro           | 28,3 | 0,916 | tyska                       | – |
| Ungern        | Magyarország                    | Ungern        | Budapest    | 2004     | 9 797 561  | 93 030    | 136 989                  | 25 895             | forint         | 30,0 | 0,828 | ungerska                    | – |
| Österrike     | Österreich                      | Österrike     | Wien        | 1995     | 8 752 500  | 83 855    | 437 582                  | 47 031             | euro           | 29,1 | 0,885 | tyska                       | – |

## Politiska system
Unionens och dess föregångares mål har varit att främja handel och fred inom Europa. Varje medlemsstat har dock sitt eget konstitutionella system med olika politiska institutioner. Sex medlemsstater är konstitutionella monarkier (Belgien, Danmark, Luxemburg, Nederländerna, Spanien och Sverige), medan övriga är republiker. De flesta medlemsstater är enhetsstater, Belgien, Tyskland och Österrike är federala stater.